# Патологическая анатомия
Патологи́ческая анато́мия — научно-прикладная дисциплина, изучающая патологические процессы и болезни с помощью научного, главным образом микроскопического, исследования изменений, возникающих в клетках и тканях организма, органах и системах органов.
Патологическая анатомия является одной из основных медицинских дисциплин и обязательна для изучения в медицинских вузах.

## Общие замечания
В патологической анатомии выделяют два направления: патологическая анатомия человека (медицинская патологическая анатомия) и патологическая анатомия животных, в частности, важное практическое значение имеет патологическая анатомия сельскохозяйственных животных. В фитопатологии не принято пользоваться термином «патологическая анатомия», говорят о морфологических изменениях растений (патологическая морфология растений). В данной статье обсуждается только медицинская патологическая анатомия, в дальнейшем обозначаемая общим термином без уточняющего определения.

## Терминология
Термины «патологическая анатомия» и «врач-патологоанатом» в настоящее время применяются для обозначения медицинской дисциплины в основном в Российской Федерации и ряде стран бывшего СССР и социалистического лагеря. В Европе и США используются понятия «патология» (pathology) и «патолог» (pathologist), однако полными синонимами эти понятия не являются: патология использует более широкий круг методов для диагностики заболеваний.
Поскольку основными методами патологической анатомии являются морфологические, данная дисциплина часто обозначается как патологическая морфология (патоморфология), но этот термин имеет гораздо более широкое значение: патоморфологические изменения в организме больного, его органах и тканях исследуют врачи различных клинических и параклинических специальностей, а не только патологоанатомы.
В непрофессиональной среде патологоанатомом нередко называют судебно-медицинского эксперта, что связано с использованием в патологической анатомии и судебной медицине метода вскрытия тел умерших. Тем не менее «Патологическая анатомия» и «Судебно-медицинская экспертиза» являются различными специальностями.

## Предмет изучения
Патологическая анатомия изучает морфологические проявления патологических процессов на разных уровнях (системном — системы органов и тканей, органном, тканевом, клеточном, субклеточном и молекулярном).
Она широко использует данные, получаемые при экспериментальном моделировании патологических процессов у животных.

## Задачи патологической анатомии
Основными задачами патологической анатомии являются следующие:
1. Выявление этиологии патологических процессов, то есть причин (каузальный генез) и условий их развития. Причиной считается патоген, без участия которого развитие заболевания невозможно. Условиями называются факторы, способствующие реализации действия основного патогена, но сами патологический процесс не вызывающие (факторы, предрасполагающие к развитию болезни).
2. Изучение патогенеза — механизма развития патологических процессов. При этом последовательность развивающихся морфологических изменений называется морфогенезом. Для обозначения механизма выздоровления (реконвалесценции) используется термин «саногенез», а механизма умирания (смерти) — танатогенез.
3. Характеристика морфологической картины болезни (макро- и микроморфологических признаков).
4. Изучение осложнений и исходов заболеваний.
5. Исследование патоморфоза заболеваний, то есть стойкого и закономерного изменения картины болезни под влиянием условий жизни (естественный патоморфоз) или лечения (индуцированный патоморфоз).
6. Изучение ятрогений — патологических процессов, развившихся в результате проведения диагностических или лечебных процедур.
7. Разработка вопросов теории диагноза.
8. Прижизненная и посмертная диагностика патологических процессов при помощи морфологических методов (задача патологоанатомической практики).

## Разделы патологической анатомии
Патологическая анатомия состоит из трёх основных разделов:
1. Общая патологическая анатомия — учение о типовых патологических процессах (нарушениях метаболизма, крово- и лимфообращения, воспалении, иммунопатологических процессах, регенерации, атрофии, гипертрофии, опухолевом росте, некрозе и т. п.).
2. Частная (специальная) патологическая анатомия изучает морфологические проявления отдельных заболеваний (нозологических форм), например, туберкулёза, ревматизма, цирроза печени и т. п. До середины XX века частной патологической анатомией называли патологическую анатомию отдельных органов (костей, печени, почек и т. п.), а специальной — патологическую анатомию заболеваний (патологическая анатомия нозологических форм), в настоящее время они отождествлены.
Болезнь (нозологическая форма, нозологическая единица) — патологический процесс, характеризующийся общностью этиологии, патогенеза, клинических и морфологических проявлений, а также подходов к его лечению. Нозологические формы представлены несколькими синдромами, которые в свою очередь являются совокупностью симптомов (отдельных признаков патологического процесса). Синдром, в отличие от нозологической единицы, характеризуется общностью патогенеза и проявлений, но не этиологии. Классификация позволяет группировать болезни по различным принципам (по причине — инфекционные и неинфекционные; по «точке приложения» — заболевания органов дыхания, кровообращения и т. п.; по характеру основного процесса — воспалительные, дистрофические, опухолевые и пр.).
С 1998 г. в Российской Федерации действует Международная классификация болезней 10-го пересмотра (МКБ-Х), принятая 43-й сессией Всемирной Ассамблеи Здравоохранения в 1989 г. МКБ-Х (МКБ-10) преобразует словесную формулировку диагнозов в буквенно-цифровые коды, обеспечивающие удобство анализа информации, то есть является статистической номенклатурой (перечнем) заболеваний человека. В МКБ-Х выделен 21 класс болезней (I класс — инфекционные и паразитарные болезни, II — новообразования и т. д.). Данная классификация не является научной, она допускает компромиссы между различными взглядами, поэтому при обозначении заболеваний необходимо учитывать современные представления о них, но для кодирования использовать рубрики МКБ-Х. Применение международной классификации обеспечивает унификацию в диагностике болезней и проблем, связанных со здоровьем.
3. Патологоанатомическая практика — учение об организации патологоанатомической службы и практической деятельности врача-патологоанатома.
Врач-патологоанатом осуществляет прижизненную и посмертную морфологическую диагностику патологических процессов. Прижизненная морфологическая диагностика проводится на операционном и биопсийном материале, удалённых органов или их частей. Термином «биопсия» (от греч. βίος — жизнь; όψις — зрение, взгляд, вид; буквальный перевод термина — «смотрю живое») обозначается взятие ткани у больного с диагностической целью. Получаемый при этом материал (обычно кусочек ткани) называется биоптатом. Исследование трупов умерших людей носит название аутопсия (от греч. αύτός — сам; όψις — зрение, взгляд, вид; буквальный перевод термина — «смотрю сам»). Результаты морфологического исследования оформляются в виде патологоанатомического диагноза или заключения. Наиболее важное значение патологоанатомическая диагностика имеет в онкологии, в диагностике дегенеративных заболеваний, определение характера воспалительного процесса.
Попытки создания теоретической патологии (по аналогии с теоретической физикой), особенно активно предпринимавшиеся на протяжении XX века в Германии (W. Doerr) и СССР (А. И. Струков и др.), широкого распространения не получили.

### Основные вопросы общей патологической анатомии
1. Альтеративные процессы
  - Деструктивные процессы (Естественный апоптоз)
  - Паренхиматозные дистрофии (Паренхиматозные диспротеинозы)
  - Мезенхимальные дистрофии (Мезенхимальные диспротеинозы)
  - Смешанные дистрофии (Эндогенные пигменты)
2. Процессы приспособления и компенсации
3. Опухолевый рост (доброкачественный и злокачественный)
  - Этиология злокачественных опухолей
  - Опухоли детского возраста
  - Мезенхимальные опухоли
4. Дисциркуляторные процессы
  - Нарушения кровообращения
  - Нарушения лимфообращения
5. Воспалительный ответ
6. Иммунопатологические процессы
  - Первичные иммунодефициты
7. Терминальные состояния
8. Пороки развития тканей и органов

### Актуальные проблемы частной патологической анатомии
1. Заболевания крови
  - Анемии
  - Гемобластозы
2. Ревматизм и болезни соединительной ткани
3. Болезни сердечно-сосудистой системы
4. Заболевания органов дыхания
5. Желудочно-кишечного тракта
  - Заболевания желудка и кишечника
  - Болезни печени и желчевыводящих путей
6. Болезни почек и мочевыделительной системы
7. Патологическая анатомия эндокринной системы
8. Болезни половых органов
  - Патологическая анатомия женской половой системы
  - Патологическая анатомия мужской половой системы
9. Болезни нервной системы
10. Болезни опорно-двигательного аппарата
  - Болезни костей и суставов
  - Болезни скелетной мускулатуры, сухожилий и фасций
11. Болезни кожи и придатков кожи
12. Инфекционные заболевания
  - Вирусные инфекции
  - Вирусные детские инфекции
  - Бактериальные инфекции
    - Туберкулёз
    - Сифилис

  - Детские инфекции
    - Бактериальные детские инфекции

  - Внутриутробные инфекции
  - Заболевания вызванные простейшими
  - Гельминтозы
13. Сепсис
14. Патологическая анатомия пренатального периода
15. Патологическая анатомия перинатального периода
16. Патологическая анатомия челюстно-лицевой области
  - Патологическая анатомия твёрдых тканей зуба
  - Патологическая анатомия пульпы зуба и пародонта
  - Патологическая анатомия глоссита, хейлита и стоматита (Аллергические стоматиты и дерматостоматиты)
  - Патологическая анатомия челюстных костей
  - Сиалоаденопатии — патология слюнных желез
17. Патологическая анатомия профессиональных заболеваний
  - Заболевания, вызванные патогенами физической природы
  - Биологические эффекты ионизирующего излучения
  - Пневмокониозы

### Вопросы патологоанатомической практики
1. Организация патолого-анатомической службы в Российской Федерации
2. Основные отраслевые нормативные документы
3. Техника проведения аутопсии
4. Составление протокола патологоанатомического вскрытия
5. Работа с операционным и биопсийным материалом
6. Оформление заключения по данным исследования операционного и биопсийного материала

## Предыстория патологической анатомии
История патологической анатомии тесно связана с историей методов исследования тел умерших людей и трупов животных. Первым европейским врачом, применявшим аутопсию, был представитель александрийской школы Герофил (III век до н. э.), ученик Праксагора Косского. Полагают, что он и его ученик Эразистрат проводили вивисекцию — вскрытие живых людей, преступников, которых царь Птолемей II Филадельф (правил эллинистическим Египтом в 283—246 гг. до н. э.) передавал для медицинских исследований, что расценивалось как один из способов смертной казни. Труды Герофила и Эразистрата до нас не дошли, но римский учёный Авл Корнелий Цельс описал технику вивисекций, практиковавшихся александрийскими врачами. Вначале вскрывалась брюшная полость, затем пересекалась диафрагма, после чего человек умирал. Далее исследовались органы грудной полости.
До этого вскрытие тела человека не поощрялось по религиозным и этическим мотивам. Так, при бальзамировании трупов умерших в Древнем Египте рассечение тела производилось особой категорией лиц, которых греки называли парасхитами. Парасхиты были презираемой кастой. По описанию Геродота, после того, как парасхит вскрывал брюшную полость, он бросал нож и с криками ужаса бежал от трупа. Считалось, что при рассечении тканей из тела умершего исходит сила, способная причинить зло живому человеку. После вскрытия парасхит должен был совершить обряд очищения, его не пускали ни в один дом, он уходил из поселений в пустыню.

## История развития патологической анатомии
В 1507 г. во Флоренции издан первый известный современной историографии патологоанатомический трактат Антонио Беневьени (Benevieni) «De abditis nanniellis as miranlis morborum et sarationum causis», основанный на материале 20 аутопсий. Автор описал в ней в общей сложности 170 различных патологических изменений органов.
Само название «патологическая анатомия» было впервые применено Фридрихом Гофманом в начале 30-х годов XVIII века.
История научной патологической анатомии включает три этапа: макроморфологический (XVI—XVIII века), микроскопический (XIX век — первая половина XX века) и молекулярно-биологический (с середины XX века). Основой периодизации являются используемые для диагностики ведущие методы морфологического исследования патологических процессов — аутопсия, микроскопическое исследование и молекулярная диагностика. При этом патологическая анатомия активно использовала достижения смежных дисциплин: анатомии, гистологии и биохимии (молекулярной биологии).

### Макроморфологический этап развития патологической анатомии
Макроморфологический период характеризовался длительным (три столетия) накоплением данных исследования тел умерших. После А. Беневьени в Европе в XVI веке были опубликованы десятки оригинальных работ. Уже к концу века появилась необходимость их обобщения, что было сделано итальянцем Марче́лло Дона́то («De medicina historia mirabilis», 1586 г.).
Наиболее известными патологоанатомическими трактатами XVII—XVIII веков являются следующие:
1. Теофи́л Боне́ (Боне́тус) (1620—1689) — «Sepulchretum anatomicum sive anatomica practica ex cadaveribus morbo donatis» (1679) — книга, включавшая описание почти 3 тысяч аутопсий.
2. Джова́нни Бати́ста Морга́ньи (1682—1771) — «De sedibus et causis morborum per anatomen indagatis» (1761) — работа основана на результатах 700 вскрытий.
3. Жозе́ф Льето́ (1703—1780) — «Historia anatomica medica» (1767).
Патологоанатомические исследования проводили также А. Везалий, У. Гарвей, Г. Фаллопий, Б. Евстахий, Ф. Глиссон, Ф. де ля Боэ (Сильвиус) и многие другие.
Становлению патологической анатомии, как и других отраслей современной медицины, способствовала мировоззренческая революция эпохи Возрождения и Реформации.

### Микроскопический этап развития патологической анатомии
Ксавье Биша. Пионером изучения патологических процессов на тканевом уровне явился французский врач Ксавье́ Биша́ (1771—1802), автор «Traite de membranes» (Париж, 1800 г.), умерший от туберкулёза в возрасте тридцати с небольшим лет и поэтому не воплотивший своих идей. Время Биша — Французская революция и наполеоновские войны — коренным образом изменили европейскую медицину в целом и патологическую анатомию в частности. Последователи Биша — Рене Лаэннек (1781—1826), Жан Корвизар (1755—1821) и Гийом Дюпюитрен (1778—1835) — известны в истории медицины не только как реформаторы хирургии и терапии, но и патологической анатомии. Учеником Г. Дюпюитрена является первый профессор патологической анатомии во Франции Жан Крювелье (1791—1874). В 1836 г. он возглавил созданную в Париже кафедру патологической анатомии и руководил ею до 1866 года. Им был опубликован первый в мире цветной атлас по патологической анатомии человека.
В Британии патологоанатомические исследования проводили такие известные врачи, как То́мас А́ддисон (1793—1860), То́мас Хо́джкин (1798—1866) и Ри́чард Брайт (1789—1858).
Взгляды Биша и его последователей нашли благодатную почву сначала в Австрии, затем в Германии и России. Развитие патологической анатомии в XIX веке было тесно связано с улучшением микроскопа, прежде всего немецкими оптиками и инженерами.
Карл фон Рокитански. В этот период патологическая анатомия становится самостоятельной академической дисциплиной. В начале XIX века на медицинском факультете Венского университета была создана первая в мире кафедра патологической анатомии, её возглавил профессор И. Вагнер, а в 1844 г. патологическая анатомия получает здесь статус обязательного для изучения предмета. Наиболее известным венским патологоанатомом является Карл фон Рокитански (1804—1878), возглавивший кафедру после И. Вагнера. Он стал первым патологоанатомом, не занимавшимся клинической практикой. К. Рокитански — автор трёхтомного руководства «Handbuch der pathologischen Anatomie» (1841—1846), основанного на материале 16 тысяч аутопсий, проведённых по единому плану им и его учениками. К концу жизни учёного число подобных наблюдений достигло 100 тысяч. На кафедре К. Рокитански организовал патологоанатомический институт и создал один из лучших патологоанатомических музеев. Научные интересы К. Рокитански были разнообразны, в частности, известен эмпирический «закон Рокитански»: у больных митральным стенозом не встречается туберкулёз лёгких. Объясняя причины болезней, он придерживался теории гуморальной патологии, и, по существу, был последним крупным представителем этого направления в медицине. Созданное им учение о кразах широко распространилось в Европе, но в 60-е гг. XIX века было вытеснено клеточной теорией Вирхова.
Рудольф Вирхов. Реформатором патологической анатомии XIX века стал основатель берлинской школы Рудольф Вирхов (1821—1902), автор теории клеточной патологии. В 1843 г., окончив медицинский институт Фридриха-Вильгельма в Берлине и защитив докторскую диссертацию на тему «De rheumata praesertim corneae», Р. Вирхов поступает на службу в больницу Charite помощником прозектора. В возрасте 24 лет ему поручают чтение речи на торжественном заседании, посвящённом 50-летию института Фридриха-Вильгельма (2 августа 1845 г.). В этой речи Вирхов подверг жёсткой критике господствовавшие тогда идеи гуморальной патологии, в частности, учение К. Рокитански о кразах и дискразиях. Впечатление от выступления он передал в письме к отцу: «Мои взгляды были настолько новы, что поставили вверх ногами всё, что было до сих пор известно. Старые врачи вылезли из кожи; то, что жизнь сконструирована механически, казалось им расшатывающим государственные устои и антипатриотичным». В следующем году Р. Вирхов резко негативно отзывается о руководстве по патологической анатомии К. Рокитански. Смелые заявления молодого Вирхова восстанавливают против него ряд профессоров и администрацию института, поэтому в 1846 г. он переходит на работу в Берлинский университет, получив место доцента на медицинском факультете. В этом же году Р. Вирхов основывает научный журнал, выходящий до сих пор под названием «Вирховский архив». В 1849—1855 гг. он занимает кафедру патологической анатомии в Вюрцбургском университете, где в 1855 г. публикует работу «Клеточная патология», в которой утверждает, что в основе любого патологического процесса лежит нарушение жизнедеятельности клеток. Именно Р. Вирхов первым стал широко применять в патологической анатомии метод микроскопического исследования. В 1856 г. он возвращается в Берлин и возглавляет созданную для него кафедру патологической анатомии.
Учениками Р. Вирхова были такие известные патологоанатомы, как Фри́дрих Реклинга́узен, Иога́нн Орт и Ю́лиус Фри́дрих Конге́йм. К берлинской школе патологической анатомии также принадлежат О́тто Лю́барш, Карл Ве́йгерт (разработал ряд методов окраски тканевых срезов), Э́йген А́льбрехт (создал учение о гамартиях и хористиях), Ро́берт Рёссле (автор концепции «рака в рубце»), а также Лю́двиг А́шофф, возглавивший после Э́рнста Ци́глера кафедру патологической анатомии в университете Фрейбурга (Баден) и превративший этот город в первой половине XX века в «патологоанатомическую столицу мира».

### Молекулярно-биологический этап развития патологической анатомии
После второй мировой войны патологическая анатомия стала использовать сначала в научных, а с конца 70-х годов и в практических целях молекулярные методы диагностики: иммуногистохимическое исследование, гибридизацию in situ, а в настоящее время DMA- и TMA-анализ.
Несомненным лидером в развитии современной патологической анатомии является американская школа. В США выпускаются наиболее престижные научные журналы по патологической анатомии (American journal of surgical pathology, Archives of pathology and lab medicine, Human pathology, Modern pathology и некоторые другие). Крупнейшими представителями американской патологии являются Фрэнк Мэ́ллори, Уи́льям МакКа́ллум, А́ртур Ста́ут.

## История патологической анатомии в России
В 1826 году в Российской империи издана первая книга по патологической анатомии: адъюнкт-профессор анатомии и физиологии Московской медико-хирургической академии И. А. Костомаров (1791—1837) перевёл на русский язык руководство английского врача М. Бейлли и приложил к переводу написанный им «Трактат об отношениях патологической анатомии к другим врачебным наукам и о способах, коими она может быть познаваема и совершенствуема».
Преподавание патологической анатомии в российских университетах началось одновременно с европейскими. До создания самостоятельных кафедр занятия проводили на кафедрах анатомии (в Московском и Казанском университетах с 1837 года). В Санкт-Петербурге курс патологической анатомии студентам читал Николай Иванович Пирогов. Активными сторонниками введения патологической анатомии в практику преподавания медицины были такие известные в России терапевты и хирурги, как Матвей Яковлевич Мудров, Карл Александрович Демонси, Фёдор Иванович Иноземцев и Григорий Иванович Сокольский.
Первой кафедрой патологической анатомии в Российской империи стала кафедра в университете Святого Владимира в Киеве (1845). Её возглавил ученик Н. И. Пирогова Н. И. Козлов.
Фактическим основателем московской школы патологоанатомов и первой московской кафедры патологической анатомии (на медицинском факультете Московского университета) был Алексей Иванович Полунин. Он возглавил кафедру в 1849 году в возрасте 29 лет. Первым профессором кафедры в 1846—1849 гг. был Ю. Дитрих. Видными представителями московской школы являются Михаил Никифорович Никифоров, Алексей Иванович Абрикосов, Владимир Тимофеевич Талалаев, Арсений Васильевич Русаков, Михаил Александрович Скворцов, Ипполит Васильевич Давыдовский, Анатолий Иванович Струков, Татьяна Евгеньевна Ивановская, Николай Константинович Пермяков, Донат Семёнович Саркисов, Виктор Викторович Серов.
Самостоятельная кафедра патологической анатомии в столице империи появилась в 1859 г. в Медико-хирургической (с 1881 г. Военно-медицинской) академии. Её возглавил Тимофей Степанович Иллинский (1820—1867). Он читал лекции студентам III курса, демонстрируя макро- и микропрепараты, а для студентов V курса проводил вскрытия. В 1867—1878 гг. кафедрой руководил Михаил Матвеевич Руднев (1837—1878), ученик которого Владимир Платонович Крылов (1841—1906) стал основателем кафедры патологической анатомии Харьковского университета (1872). Известными петербургскими патологоанатомами являются Александр Иванович Моисеев, Георгий Владимирович Шор, Георгий Степанович Кулеша, Михаил Фёдорович Глазунов, Всеволод Дмитриевич Цинзерлинг, Владимир Георгиевич Гаршин, крупнейший патолог страны Николай Николаевич Аничков.
В Казанском университете кафедра патологической анатомии была основана в 1865 году. Её первым профессором стал Александр Васильевич Петров (1837—1885). Однако преподавание патологической анатомии проводилось с 1837 года профессором кафедры описательной анатомии человека Евмением Филипповичем Аристовым (1806—1875), который с 1849 года ввёл в обучение студентов патологоанатомические вскрытия. Особенностью казанской школы патологической анатомии является её тесная связь с профилактическим направлением в медицине. Так, А. В. Петров и его ученики были одними из инициаторов подготовки в России санитарных врачей. Первым штатным санитарным врачом России стал земский врач Пермской губернии И. И. Моллесон.

## Методы исследований

### Понятие о морфологических методах
Особенностью морфологических методов исследования в биологии и медицине является использование эмпирической информации, полученной непосредственно при изучении объекта. В отличие от этого, можно изучать свойства объекта, непосредственно не воспринимая его, а исходя из характера вторичных изменений в среде, вызванных самим существованием объекта (такие методы исследования широко используются в патологической физиологии и в клинической медицине). Другими словами, в основе морфологического метода лежит непосредственное восприятие изучаемого предмета, прежде всего его визуальная характеристика как результат наблюдения.
Морфологические методы, как и любые другие научные методы, реализуются в три этапа:
1. Эмпирический этап — получение первичной информации об объекте от органов чувств. В патологической морфологии, помимо визуальной, большое значение имеет тактильная информация (при определении консистенции изменённой ткани).
2. Теоретический этап — этап осмысления полученных эмпирических данных и их систематизации. Этот этап требует широкой эрудиции исследователя, поскольку эффективность восприятия эмпирической информации напрямую зависит от полноты теоретических знаний, что выражено в формуле: «Мы видим то, что знаем».
3. Этап практической реализации — использование результатов исследования в практической деятельности. Результаты морфологического исследования в медицине являются основой диагноза, что и определяет важное практическое значение метода.

### Дескриптивный метод
Среди морфологических методов на эмпирическом этапе особое значение имеет дескриптивный метод (метод описания) — метод фиксации воспринимаемой информации с использованием вербальных символов (средств языка как знаковой системы). Корректное описание патологических изменений является своеобразной информационной копией объекта исследования, поэтому оно должно быть как можно более полным и точным.
Метод описания макрообъектов применяется не только патологоанатомами и судебно-медицинскими экспертами, но и врачами многих клинических специальностей. Наиболее часто метод описания макрообъектов используется при обнаружении врачом во время осмотра больного изменений покровных тканей (кожи и видимых слизистых оболочек). При хирургических вмешательствах внешние изменения внутренних органов, прежде всего удаляемых, хирург отражает в протоколе операции.

### Классификация морфологических методов
К основным морфологическим методам относятся:
1. Макроморфологический метод — метод изучения биологических структур без значительного увеличения объекта. Исследование при помощи лупы с небольшим увеличением также относится к макроморфологическому методу. Макроморфологический метод нецелесообразно называть «макроскопическим исследованием», так как получаемая информация является не только визуальной.
2. Микроморфологический (микроскопический) метод — метод морфологического исследования, который использует приборы (микроскопы), значительно увеличивающие изображение объекта. Предложено много вариантов микроскопического метода, однако наиболее широко используется световая микроскопия (свето-оптическое исследование), также в последние годы активно развивается система Иммуногистохими́ческих исследований для определения патологических процессов на молекулярном и генетическом уровне.

#### Макроморфологическое исследование
В патологической анатомии исследование и описание макрообъектов (тело умершего, органы или их фрагменты) является первым этапом морфологического анализа аутопсийного и операционного материала, дополняемого затем микроскопическим и при необходимости молекулярно-биологическим исследованием.
Макроморфологические параметры. Описание патологических изменений в органах проводится с использованием следующих основных параметров:
1. Локализация патологического процесса в органе (при поражении не всего органа, а его части) или системе органов.
2. Величина органа, его фрагмента и его патологически изменённого участка (размерный параметр, объёмная характеристика).
3. Конфигурация (очертания, форма) патологически изменённого органа или его части.
4. Цветовая характеристика ткани с поверхности и на разрезе.
5. Консистенция патологически изменённой ткани.
6. Степень однородности патологически изменённой ткани по цвету и консистенции. Если параметр не изменён, его обычно не отражают в описании объекта (для большей достаточности описательной части протокола исследования также описываются и не изменённые основные органы ткани и системы).
7. Забор материала для гистологического и прочих исследований, как внешне патологически изменённых органов и тканей так и внешне нормальных органов и тканей.

#### Микроморфологический метод
Специфическим для патологоанатомической практики является исследование тканевых срезов. Тканевые срезы для обычного свето-оптического исследования готовят при помощи специальных приборов (микротомов) после предварительной подготовки — проводки, либо замораживания и окрашивают различными методами. Оптимальная толщина таких срезов 5—7 мкм (но может варьировать от метода и цели исследования от ультратонких 0,5-3 мкм до толстых в 20-40 мкм). Гистологический препарат представляет собой окрашенный тканевый срез, заключённый между предметным и покровным стёклами в прозрачной заключающей среды (бальзам, полистирол и т. п.).
Различают обзорные (общие) и специальные (дифференциальные) методы окраски. Специальными методами выявляются определённые тканевые структуры и компоненты, те или иные вещества (гистохимическое и иммуногистохимическое исследование).
Наиболее часто используется окраска тканевых срезов гематоксилином и эозином.
Гематоксилин — природный краситель, экстракт коры тропического кампешевого дерева — окрашивает в синий цвет ядра клеток («ядерный краситель»), отложения солей кальция, колонии грам-позитивных микроорганизмов и волокнистую ткань в состоянии мукоидного отёка. Гематоксилин является основным (щёлочным) красителем, поэтому свойство ткани воспринимать его называется базофилией (от лат. basis — основание).
Эозин — синтетическая розовая краска, краска цвета утренней зари (названа по имени древнегреческой богини зари Эос). Эозин относится к кислым красителям, поэтому свойство тканевых структур воспринимать его называется ацидофилией (лат. acidum — кислота), или оксифилией (греч. ὄξος — уксус, кислый напиток). Эозином окрашиваются цитоплазма большинства клеток («цитоплазматический краситель»), волокнистые структуры и не изменённое межклеточное вещество.
Широко распространены методы выявления в тканевых срезах волокнистых структур соединительной ткани, прежде всего коллагеновых волокон. В России традиционно предпочтение отдаётся методу Ван Гизона (Van Gieson); при этом ядра клеток, грам-позитивные микроорганизмы и депозиты кальция окрашиваются железным гематоксилином Вейгерта в чёрный цвет, коллагеновые волокна и гиалин — в красный цвет кислым фуксином, остальные структуры межклеточного вещества и цитоплазма клеток — в жёлтый цвет пикриновой кислотой. В странах Запада чаще используются так называемые трихромные (трёхцветные) методы окраски волокнистой соединительной ткани с использованием фосфорно-вольфрамовой и фосфорно-молибденовой кислот (метод Мэллори, метод Массона и др.). При этом коллагеновые волокна окрашиваются в синий цвет, ретикулярные (ретикулиновые) — в голубой, эластические — в красный.

## Практическая деятельность
Практическая деятельность в области патологической анатомии называется прозекторской работой. Она осуществляется на кафедрах патологической анатомии медицинских вузов, в патологоанатомических отделениях больниц, патологоанатомических бюро, патологоанатомических центрах (бюро и центры — самостоятельные учреждения здравоохранения, не привязанные к каким-либо лечебным заведениям) и в патологоанатомических НИИ. Во главе патологоанатомического отделения стоит Заведующий патологоанатомическим отделением врач-патологоанатом (прозектор) который непосредственно подчиняется главврачу больницы структурным подразделением которого является данное отделение. Руководителями патологических Бюро и прочих самостоятельных центров являются врач-патологоанатом являющийся главным врачом организации. Подавляющую часть работы современного прозектора (клинического патолога) представляет прижизненная микроскопическая диагностика по материалу, удалённому у больных хирургами, эндоскопистами, гинекологами, урологами и прочими оперирующими специалистами. Указанный материал имеет 3 главных типа: 1) биоптаты, изъятые у пациента для установления патогистологического диагноза, 2) операционный материал, удалённый с лечебной целью и требующий тоже установления, подтверждения или уточнения патогистологического диагноза, и 3) цитологический материал (мазки, смывы, аспираты, центрифугаты и др.), изъятый также для установления микроскопического диагноза. Прозекторскую работу и проведение клинико-анатомических конференций (КАК) регламентирует специальная патологоанатомическая служба, которая входит в систему здравоохранения ряда стран. Патологоанатомы практически всегда принимают участие в комиссиях по исследованию летальных исходов (КИЛИ) и лечебно-контрольных комиссиях (ЛКК).
Имеются также национальные и международные научные центры патологической анатомии (например, Научно-исследовательский институт морфологии человека РАМН, институты патологии в Гейдельберге, Берлине и др.).
В России научные общества патологоанатомов были образованы в Петербурге в 1909 г. и Москве — в 1914 г.
В 1947 г. было создано Всесоюзное общество патологоанатомов. С 1969 г. это общество входит в Международный совет обществ патологов, который был основан в 1950 г.